# Jhonen Vasquez
Jhonen Vasquez, född 1 september 1974, är en amerikansk serieskapare och animatör.
Skapare av den tecknade serien Johnny the Homicidal Maniac (JtHM) och den animerade tv-serien Invader Zim som sändes på Nickelodeon 2001-02. 